# Académie chinoise de technologie des lanceurs
Pour les articles homonymes, voir CALT.
 (septembre 2024).
Si vous disposez d'ouvrages ou d'articles de référence ou si vous connaissez des sites web de qualité traitant du thème abordé ici, merci de compléter l'article en donnant les références utiles à sa vérifiabilité et en les liant à la section « Notes et références ».
L'Académie chinoise de technologie des lanceurs (en chinois 中国运载火箭技术研究院 et pinyin zhōngguó yùnzàihuǒjiàn jìshù yánjiū yuàn) ou CALT (acronyme de l'anglais Chinese Academy of Launch Vehicle Technology) est le principal constructeur de lanceurs et de missiles balistiques à ergols liquides chinois. CALT est une filiale de la Société de sciences et technologies aérospatiales de Chine (CASC). CALC est notamment le constructeur des fusées Longue Marche.

## Activité
CALT est le principal constructeur de lanceurs et de missiles balistiques à ergols liquides chinois. CALT comprend huit instituts, une unité de développement et de production et deux usines de fabrication ainsi qu'un hôpital et plusieurs holdings et des participations dans différentes entreprises. CALT emploie 22 000 personnes dont 10 000 techniciens seniors et 24 académiciens[source secondaire souhaitée]. Les principaux établissements de CALT se trouvent à Nanyuan dans la banlieue sud de Pékin.

## Historique
CAST a été créé le 16 novembre 1957 pour la production de la version chinoise du missile soviétique R-2 sous l'appellation Première Académie rebaptisé par la suite Société industrielle Wan Yuan de Pékin (BWYIC). Il devient par la suite CALT.

## Production
CALT construit les différentes versions des lanceurs Longue Marche mais également des pipelines, des éoliennes, des véhicules spéciaux et des équipements industriels. CALT fabrique également les missiles balistiques intercontinentaux DF-5 et DF-41.